# Rue André-Bréchet
La rue André-Bréchet est une voie du 17e arrondissement de Paris, en France.

## Situation et accès
La rue André-Bréchet est une voie publique située dans le 17e arrondissement de Paris. Elle débute au 11, avenue de la Porte-de-Saint-Ouen et se termine place Arnault-Tzanck.

## Origine du nom

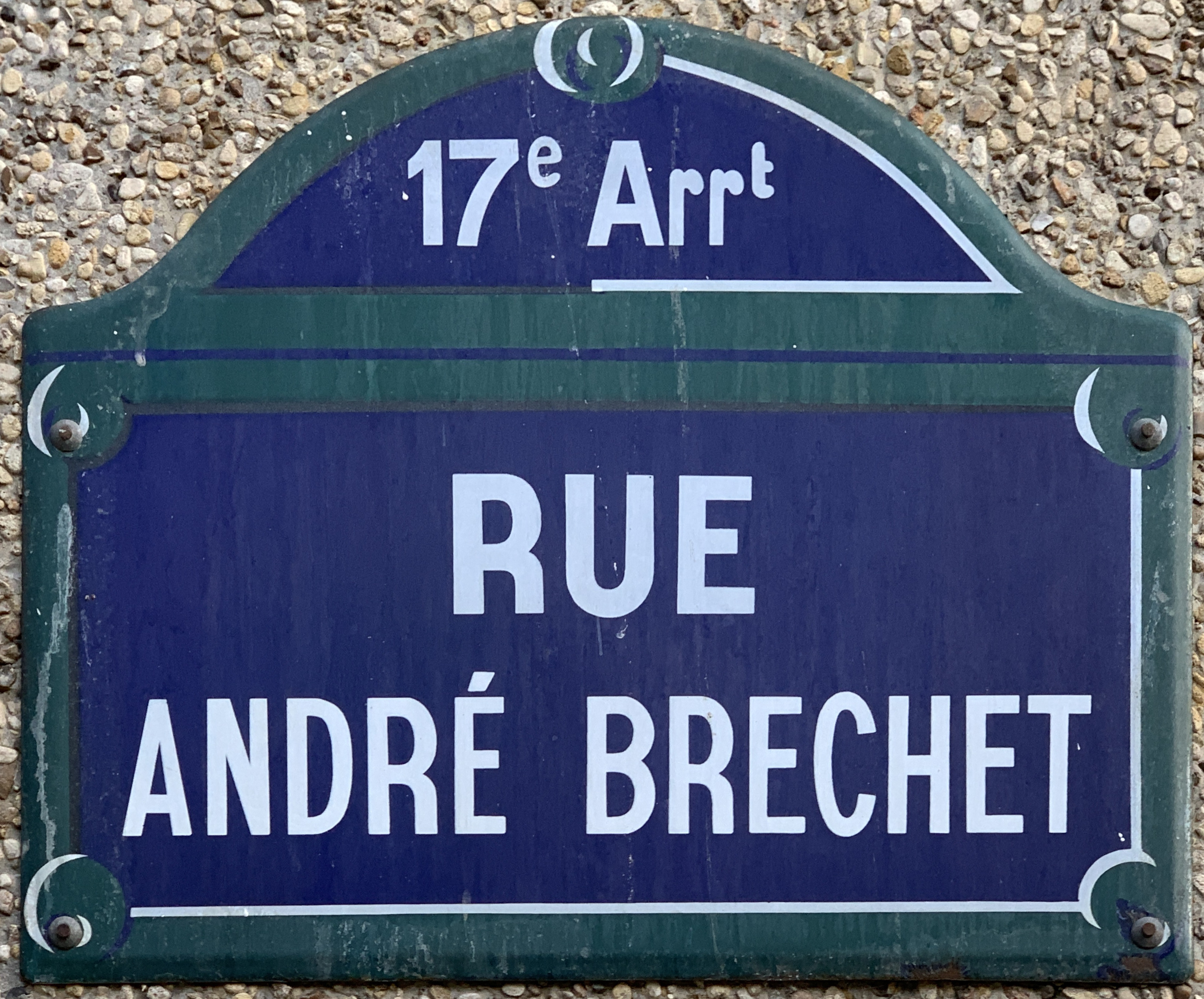
Plaque de la rue.

Elle porte le nom d'André Bréchet (1900-1941), résistant, guillotiné à la prison de la Santé (Paris 14e arr.) le 28 août 1941.

## Historique
La voie, qui  fut d'abord créée sous le nom de « rue du Commandant-L'Herminier », prend sa dénomination actuelle en 1954.

## Bâtiments remarquables et lieux de mémoire
- No 28 : le centre sportif Max-Rousié.